# ناحیه هری‌پور
ناحیه هری‌پور (انگلیسی: Haripur District) یک ناحیه در پاکستان است که در خیبر پختونخوا واقع شده‌است. ناحیه هری‌پور ۱٬۷۲۵ کیلومتر مربع مساحت و ۱٬۰۰۳٬۰۳۱ نفر جمعیت دارد. هری‌پور از ایبت آباد جدا شده که آن نیز تا ۱۹۷۶ بخشی از ناحیه هزاره بود.